# Wojciech Juszczak
Wojciech Juszczak (ur. 12 listopada 1964, zm. 31 lipca 2013) – polski dziennikarz radiowy, działacz kulturalny, dyrektor artystyczny Estrady Poznańskiej, twórca i dyrektor festiwali muzycznych i filmowych w tym dyrektor Międzynarodowego Festiwalu Filmów Animowanych „ANIMATOR”.

## Życiorys
Absolwent historii sztuki i filozofii na Uniwersytecie im. Adama Mickiewicza w Poznaniu (UAM). Wieloletni dziennikarz Radia Merkury, gdzie początkowo był reporterem, następnie twórcą reportaży i prowadzącym program satyryczny Radio dla ubogich w duecie z Marcelim Kwaśniewskim. Razem stworzyli między innymi reportaż Zbawieni i potępieni, nagrodzony następnie I Nagrodą na Ogólnopolskim Konkursie Reportażu Radiowego „Polska 1992”.
Brał udział organizacji cyklu koncertów „Era Jazzu”, a następnie zainicjował jeden z największych w Europie festiwali jazzowych „Made in Chicago”, organizowany w Poznaniu od 2006, a następnie festiwal „Poznań Baroque” i Międzynarodowy Festiwal Filmów Animowanych „ANIMATOR” będący największym w Polsce festiwalem filmów animowanych.

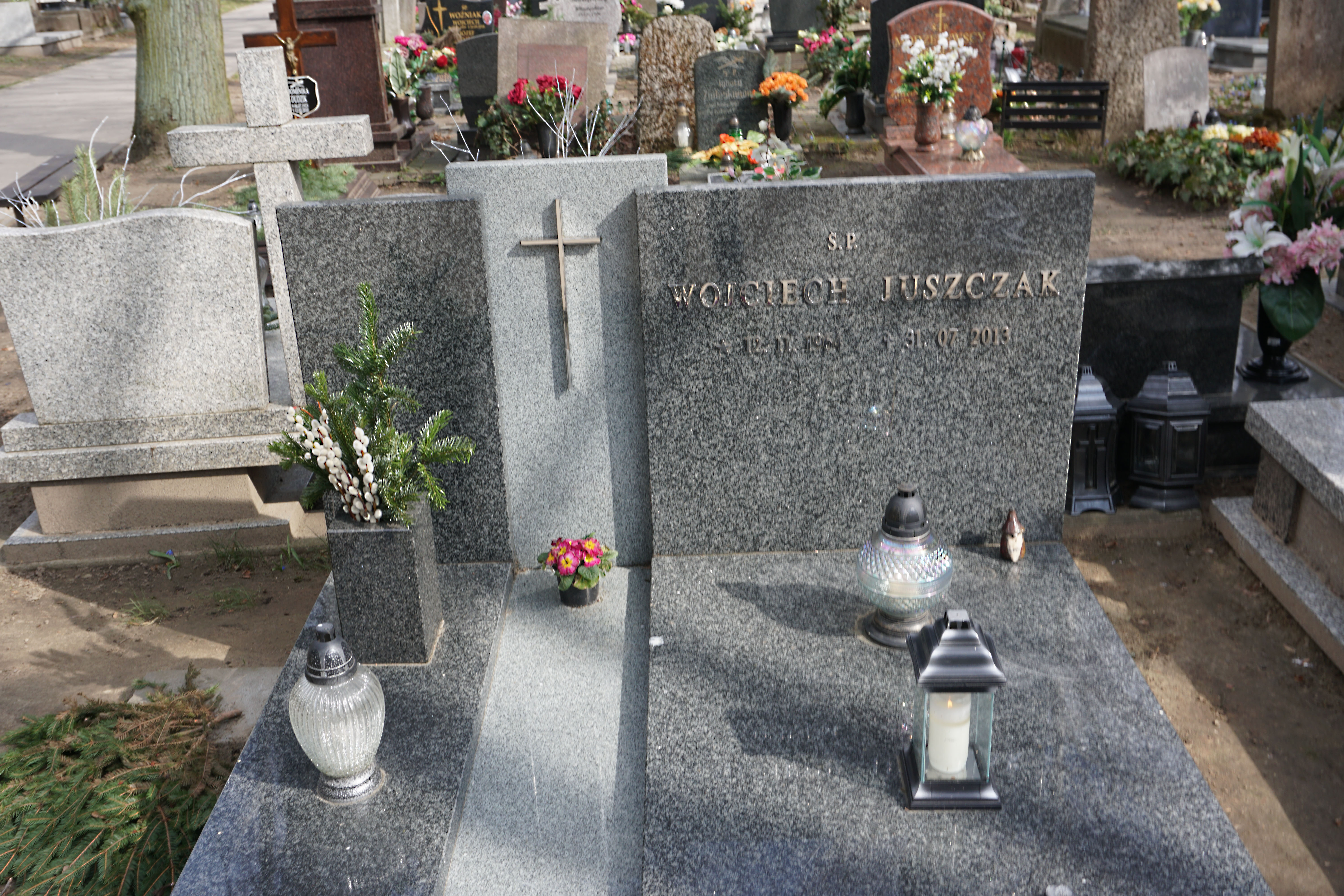
Grób Wojciecha Juszczaka na cmentarzu Jeżyckim

Zmarł 31 lipca 2013. Został pochowany 6 sierpnia tego samego roku na cmentarzu Jeżyckim w Poznaniu (kwatera L, rząd 50, miejsce 2).